# 小山昌規
小山 昌規（こやま まさのり、1975年8月9日 - ）は、北海道出身の日本の柔道家。81kg級の選手。身長175cm。

## 経歴
栄南中学から札幌第一高校へ進むと、3年の時にはインターハイ中量級の準々決勝で優勝候補筆頭である東海大相模高校3年の藤田博臣を一本背負投の技ありで破るも、準決勝で国士舘高校3年の窪田和則に背負投の有効で敗れて3位だった。
1994年に近畿大学へ進学すると、2年の時に優勝大会で3位になった。4年の時には講道館杯81kg級決勝でJRAの瀧本誠に敗れて2位だった。
1998年には大阪府警の所属となった。1999年の体重別では決勝で瀧本に敗れた。全国警察柔道選手権大会では3位だった。2001年の体重別では決勝でアトランタオリンピック71kg級金メダリストである旭化成の中村兼三を破って初優勝を飾るが、実績面で中村に及ばないことから世界選手権代表には選出されなかった。続く講道館杯では3位だった。

## 主な戦績
- 1993年 - ベルギージュニア国際　優勝71kg級
- 1993年 - インターハイ　3位中量級
- 1996年 - 優勝大会　3位
- 1997年 - 講道館杯 2位
- 1999年 - 体重別　2位
- 1999年 - イタリア国際　3位
- 1999年 - 全国警察柔道選手権大会　3位
- 2000年 - 韓国国際　3位
- 2001年 - 体重別　優勝
- 2001年 - イタリア国際　2位
- 2001年 - 講道館杯 3位

(出典、JudoInside.com)。